# Листовая лягушка Шварца
Листовая лягушка Шварца (лат. Eleutherodactylus schwartzi) — бесхвостое земноводное из рода листовых лягушек семейства Eleutherodactylidae.
Своё имя Листовая лягушка Шварца получила в честь известного американского зоолога Алберта Шварца, исследовавшего животный мир островов Карибского моря. Этот вид лягушек распространён на весьма небольшой территории — на островах Тортола и Виргин Горда в составе Британских Виргинских островов, а также на острове Сент-Джон, входящем в Виргинские острова США. Живут они в сухих субтропических и тропических лесах на высотах от 730 до 1330 метров над уровнем моря.
В связи с хозяйственной деятельностью человека на Виргинских островах ареал лягушки Шварца постоянно уменьшается. В связи с этим данный вид отнесён в Международной красной книге к находящимся в угрожающем положении (В опасности (EN)).